# Лаутерах (Форарльберг)
Лаутерах (нем. Lauterach) — коммуна (нем. Gemeinde) в Австрии, в федеральной земле Форарльберг.
Входит в состав округа Брегенц. Площадь общины составляет 11,92 км², население — 10 364 человека (1 января 2021), плотность населения — 862 чел./км². Официальный код — 80224.

## Население
| Год  | Численность |
| ---- | ----------- |
| 1869 | 1281        |
| 1889 | 1452        |
| 1890 | 1603        |
| 1900 | 1712        |
| 1910 | 1954        |
| 1923 | 1996        |
| 1934 | 2107        |
| 1939 | 2250        |
| 1951 | 2919        |
| 1961 | 3844        |
| 1971 | 5705        |
| 1981 | 6440        |
| 1991 | 7555        |
| 2001 | 8678        |
| 2011 | 9538        |
| 2021 | 10364       |

## Политическая ситуация
Бургомистр коммуны — Эльмар Ромберг по результатам выборов 2005 года.
Совет представителей коммуны (нем. Gemeinderat) состоит из 30 мест.
- АНП занимает 20 мест.
- СДПА занимает 6 мест.
- Партия FUB занимает 4 места.